# Семья Митфорд
Семья Митфорд (англ. Mitford family) — семейство из сословия английского нетитулованного мелкопоместного дворянства (джентри), происходящее из города Митфорда в графстве Нортамберленд. Некоторые главы семьи были высокими шерифами Нортамберленда; несколько её членов были удостоены пэрства. Известными, в большей мере скандально, стали шесть сестёр — дочерей английского землевладельца Давида Фримена-Митфорда и его жены Сидни Боулз.

## История
Семья Митфорд ведёт свое происхождение со времён Нормандского завоевания Англии. В Средние века они жили близ англо-шотландской границы в долине Redesdale западной части графства Нортумберленд (северо-восточная Англия). К середине XIX века Митфорды владели замком Митфорд-Касл, а также особняками Усадьба Митфорд и Митфорд-Холл.
В семье Давида Бертрама Огилви Фримена-Митфорда, 2-го барона Редсдейла, родилось семеро детей:
1. Нэнси Митфорд (28 ноября 1904 — 30 июня 1973) — писательница, биограф и журналистка. Была замужем с 1933 по 1957 год за Питером Роддом[англ.] — сыном Джеймса Реннелла Родда, 1-го барона Реннелла. Во время Второй мировой войны Нэнси завела роман с офицером движения Свободная Франция Гастоном Палевски, который стал любовью всей её жизни, хотя пара так никогда и не узаконила свои отношения. После войны жила во Франции, где умерла и была похоронена.
2. Памела Митфорд[англ.] («Pam»; 25 ноября 1907 — 12 апреля 1994)[2]. Состояла в браке с физиком, миллионером Дереком Джексоном[англ.], который был бисексуалом. Развелась. В неё был влюблён Джон Бетчеман — британский поэт и писатель, который называл её «Rural Mitford». Однако Памела вступила в отношения с женщиной — итальянской наездницей Джудиттой Томмази — и прожила с ней остаток жизни.
3. Томас Митфорд (Tom; 2 января 1909 — 30 марта 1945). Получил образование в Итонском колледже, где был близким другом Джеймса Лиз-Милна — писателя, историка и биографа. Был любовником танцовщицы, хореографа и актрисы Тилли Лош, которая тогда состояла в браке с английским поэтом и аристократом,  меценатом сюрреалистического искусства Эдвардом Джеймсом. Поддерживал британский фашизм; после отказа воевать в Европе был во время Второй мировой войны направлен служить в Бирму, где погиб в ходе военных действий.
4. Диана Митфорд (17 июня 1910 — 11 августа 2003) — литературный критик и автор автобиографических произведений. В 1929—1932 годах была замужем за Брайаном Гиннессом[англ.], 2-м бароном Мойна; в 1936—1980 годах — за сэром Освальдом Мосли, основателем Британского союза фашистов. За симпатии к фашистам во время Второй мировой войны находилась в лондонской тюрьме Холлоуэй. До конца жизни не отреклась ни от Гитлера, ни от фашизма. Мать Макса Мосли — британского автогонщика, президента FIA в 1993—2009 годах.
5. Юнити Митфорд (Bobo, 8 августа 1914 — 28 мая 1948). Сторонница идей национал-социализма; поклонялась Адольфу Гитлеру, возможно, была его любовницей; некоторое время жила в Германии, где сделала попытку застрелиться в день объявления Британией войны фашистской Германии. Умерла в Шотландии от менингита, вызванного отёком головного мозга вокруг пули, оставшейся после попытки суицида[3].
6. Джессика Митфорд (Decca; 11 сентября 1917 — 22 июля 1996) — журналистка, писательница и общественная деятельница. Вышла замуж за своего троюродного брата Эсмонда Ромилли[англ.], британского антифашиста, участника интернациональных бригад во время гражданской войны в Испании. В 1939 году они переехали в США. Ромилли погиб в ноябре 1941 года. Во второй раз вышла замуж за американского юриста Роберта Тройхафта[англ.], вместе с которым занималась защитой гражданских прав. Оба до 1958 года состояли в Коммунистической партии США. Умерла в Калифорнии.
7. Дебора Митфорд (Debo; 31 марта 1920 — 24 сентября 2014) — писательница и мемуаристка. Была замужем за Эндрю Кавендишем, 11-м герцогом Девонширским. Вместе с мужем превратили его отчий дом Чатсуорт-хаус в один из самых успешных британских аристократических домов. Умерла в этом доме.

## След в культуре
- Роман Нэнси Митфорд Love in a Cold Climate (1949), основанный на исторических фактах из жизни семьи, был экранизирован Thames Television в 1980 году и BBC в 2001 году.
- Сёстры стали героями мюзикла The Mitford Girls, авторами которого были Caryl Brahms и Ned Sherrin (1981). Английский музыкант Luke Haines написал песню The Mitford Sisters.
- Вымышленная семья, прототипом которой послужила семья Митфорд, стала героем романа Ha’penny («Полпенни», 2007) писательницы Джо Уолтон.
- Актрисы Sharon Horgan, Саманта Спиро и Софи Эллис-Бекстор исполняли песню The Mitford Sisters во втором сезоне комедийного сериала Psychobitches на телеканале Sky Arts (2014).
- В трилогии французского писателя Жана д’Ормессона (Le Vent du soir, Tous les hommes en sont fous и Le Bonheur à San Miniato) рассказывается о подвигах четырех сестёр Митфорд, названных в романе Pandora, Vanessa, Atalanta и Jessica.
- В повести Трумена Капоте «Завтрак у Тиффани» (1958) один из персонажей — миллионер Резерфорд (Расти) Троулер — после четырёх разводов «оставался холостяком, хотя перед войной, кажется, сватался к Юнити Митфорд; ходили слухи, что он послал ей телеграмму с предложением выйти замуж за него, если она не выйдет за Гитлера», из-за этого некоторые называли его «нацистом».